# Santa Fé do Araguaia
Santa Fé do Araguaia es un municipio brasileño del estado del Tocantins. Se localiza a una latitud 7°9′21″ S y a una longitud 48°42′10″ O, estando a una altitud de 190 metros. Su población estimada en 2004 era de 6 387 habitantes.
Posee un área de 1683,91 km².